# Rah Naward
Die Brigg Rah Naward ist ein Segelschulschiff der pakistanischen Marine. 2001 wurde sie als Prince William für den Tall Ships Youth Trust (TSYT) in Dienst gestellt und 2010 an die pakistanische Marine verkauft.

## Geschichte
Das Schiff wurde 1997 durch die TSYT aus einem nicht beendeten Projekt aus Deutschland übernommen, um als eines von zwei durch die TSYT beauftragen Großsegler in den Dienst gebracht zu werden. Zu diesem Zeitpunkt war der Schiffsrumpf bei der Werft Abeking & Rasmussen für den Einsatz als Kreuzfahrtschiff mit zwei Schiffsmasten und einer Besegelung, die eher als Kulisse denn zur ernsthaften Nutzung ausgelegt war, geplant. Auf der Werft Appledore Shipbuilders in North Devon wurde der Rohbau gemäß den Vorstellungen des Auftraggebers als Brigg ausgestattet und fertiggestellt. Um die Segeleigenschaften zu verbessern wurde ein 50-Tonnen-Ballastkiel eingebaut, das Rigg des sechzig Meter langen und zehn Meter breiten, zweimastigen  Schiffes entwarf Michael Willoughby.
Die Prince William beendete die letzte Reise als TSYT-Schiff 2007. In diesem Jahr entschied der Vorstand, das Schiff zu veräußern. Sie wurde zunächst in der Marinebasis Portsmouth und später in Kingston upon Hull aufgelegt. Am 20. September 2010 erwarb die pakistanische Marine das Schiff, benannte es in Rah Naward um und stellte es wieder in Dienst.